# 2018 v letectví
Tento článek obsahuje seznam událostí souvisejících s letectvím, které proběhly roku 2018.

## Události

### Leden
- 1. ledna – Zpravodajský server Aviation Safety Network vydal zprávu podle níž byl rok 2017 nejbezpečnější v zaznamenaných dějinách komerčního letectví. Došlo pouze k deseti závažným nehodám dopravních letounů, při nichž ztratilo život jen 44 cestujících a 35 osob na zemi.[1]
- 5. ledna – Kazašské aerolinky Air Astana převzaly svůj první Airbus A321neo.[2]

### Únor
- 3. února – Během útoku na pozemní cíl v syrském guvernorátu Idlib byl sestřelen bitevní letoun Suchoj Su-25 Ruského letectva.[3] Jeho pilot po katapultáži pokračoval v boji za pomoci pistole a poté co byl zraněn spáchal sebevraždu aby nepadl do rukou protivníka.[4]
- 10. února – Izraelské vojenské letectvo v ranních hodinách sestřelilo íránské bezpilotní letadlo operující z území Sýrie, které narušilo vzdušný prostor Izraele, a jeho letouny následně provedly odvetný nálet na vojenská zařízení na syrském území, během něhož byl protileteckou raketou Syrské arabské protivzdušné obrany zasažen jeden stroj General Dynamics F-16 Fighting Falcon, který poté havaroval na severu Izraele.[5] Oba členové osádky se katapultovali a byli převezeni do nemocnice, jeden z nich ve vážném stavu. Izrael pak přikročil k dalším náletům na syrská vojenská zařízení.[6]

### Duben
- 14. dubna – Letecké a námořní síly Spojených států amerických, Spojeného království a Francie provedly útoky na Damašek a Homs v odvetu za chemický útok v Dúmě provedený režimem syrského prezidenta Asada dne 7. dubna.[7]
- 17. dubna – Royal Air Force reaktivovalo 617. peruť, jako první jednotku Britských ozbrojených sil vybavenou letouny F-35B Lightning II.[8] Útvar v současné době dokončuje výcvik na základně Marine Corps Air Station Beaufort v Jižní Karolíně, a na svou novou mateřskou základnu RAF Marham v Norfolku se začne přesunovat začátkem léta.

### Květen
- 10. května – Izraelské vojenské letectvo provedlo operaci Dům z karet, zaměřenou proti jednotkám a základnám vojenských sil Íránské islámské republiky nacházejících se na území Sýrie.[9]
- 16. května – United States Marine Corps Aviation převzalo první Sikorsky CH-53K King Stallion. Dosažení počáteční operační způsobilosti typu je plánováno na rok 2019.[10]

### Červenec
- 11. července – Slovenská vláda rozhodla o náhradě 12 zastaralých ruských stíhaček MiG-29 ve výzbroji Vzdušnýćh sil Slovenské republiky 14 kusy stroje General Dynamics F-16V Block 70/72.[11]

## První lety
- 14. března – Saab GlobalEye, švédský letoun AWACS založený na typu Bombardier Global 6000 s radarovým systémem Erieye.[12]
- 16. března – Boeing 737 MAX 7, nejmenší letoun ze série modernizovaných úspornějších Boeingů 737
- 19. července – Airbus Beluga XL, evropský transportní letoun sloužící výrobci letadel Airbus pro přepravu výrobních dílů[13]
- 6. září – TAI T625 – turecký užitkový vrtulník
- 21. prosince – TH-119 – vojenský cvičný vrtulník
- 22. prosince – Aero L-39NG, český prototyp cvičného a lehkého bitevního letounu[14]

## Letecké nehody
- 2. února – Při cvičném letu nedaleko jezera Carcès v departementu Var se srazily dva vrtulníky Aérospatiale Gazelle náležející letecké škole francouzského vojskového letectva (École de l'aviation légère de l'Armée de terre). Při srážce zahynulo celkem 5 osob.[15]
- 6. února – Během vzletu z ranveje č. 1 Letiště Singapur-Changi před letovou ukázkou v rámci Singapore Air Show havaroval KAI T-50B Golden Eagle akrobatické skupiny Black Eagles Letectva Korejské republiky. Požár letounu byl brzy uhašen, a jeho pilotovi, který utrpěl lehká zranění, byla poskytnuta lékařská pomoc.[16]
- 11. února – Antonov An-148-100B letu 703 Saratovských aerolinií se zřítil krátce po startu z Letiště Moskva-Domodědovo. Na jeho palubě se nacházelo 6 členů osádky a 65 cestujících,[17] všichni zahynuli.[18] Skončilo tak více než rok dlouhé období bez nehody komerčních letů s pasažéry.
- 18. února – Při letu Iran Aseman Airlines 3704 se zřítilo v Íránu letadlo ATR 72-500. Na palubě bylo 66 lidí, z toho 6 členů posádky, všichni zahynuli při nárazu do pohoří Zagros.
- 12. března – Bombardier Dash 8 Q400 letu 211 bangladéšských aerolinek US-Bangla Airlines havaroval během pokusu o přistání na letišti Tribhuvan v nepálském hlavním městě Káthmándú, přičemž zahynulo 51 ze 71 osob na palubě. Příčinou byla pravděpodobně chyba v komunikaci řídící věže s piloty, kteří se pokoušeli přistát 1 700 m před přistávací dráhou.
- 11. dubna – Při nehodě letounu Iljušin Il-76TD Alžírského letectva krátce po vzletu z letiště Búfarík v Alžírsku zahynulo 257 osob, včetně 10 členů posádky.[19]
- 11. srpna – Během letové ukázky na leteckém dni se u Strunkovic nad Blanicí v okrese Prachatice zřítila replika letounu Beneš-Mráz Be-50 Beta-Minor (imatrikulace OK-EAA). Stroj byl zničen a jeho pilot zahynul.[20]